# Мадагаскарская кряква
Мадагаскарская кряква, или чирок Меллера (лат. Anas melleri) — вид настоящих уток рода речные утки (Anas).

## Распространение
Эндемик восточного Мадагаскара. Хотя в середине XVIII века возникла популяция на Маврикии, она находится на грани исчезновения в местах обитания из-за конкуренции с домашними утками (Young & Rhymer 1998).

## Описание
Эта утка напоминает довольно большую самку кряквы. Однако она, в отличие от большинства родственных крякв, не имеют характерных признаков окраски оперения на голове. Характерное зеркало зеленого цвета, как у некоторых родственных видов, но в отличие от них, оно окаймлено белым цветом, как у кряквы. Тело — темно-коричневое с узкими более бледными обрамлениями перьев в верхней части и более широкими нижними частями. Клюв — светло-серый с темными пятнами у основания и больше обычного. Лапы — оранжевые. Самец и самка не имеют различий.

## Таксономия
Из-за внешнего сходства мадагаскарской кряквы с самкой обыкновенной кряквы она занимает место, близкое к этому виду. Основываясь на существовании искусственных гибридов, полученных в условиях неволи (Lorenz 1941), было предложено более яркую морфу относить к крякве (Johnsgard 1965).
На сегодняшний день мадагаскарская кряква рассматривается как один из нескольких различных видов в группе крякв, основываясь на поведении (Young 1999) и сравнении генетической последовательности Д-петель митохондриальной ДНК (Young & Rhymer 1998, Johnson & Sorenson 1999). Её ближайшим родственником на сегодняшний день является желтоносая кряква, другое более раннее ответвлением клада крякв, в котором этот вид и африканская черная утка были базальными (Young & Rhymer 1998), но точные отношения мадагаскарской кряквы и желтоносой кряквы с этим видом ещё не выяснены.

## Размножение
Мадагаскарская кряква выводит птенцов на Мадагаскаре, по-видимому, в течение большей части года, за исключением мая-июня, в зависимости от местных условий; у маврикийской популяции было зарегистрировано размножение в октябре и ноябре. В отличие от своих ближайших родственников — за исключением африканской черной утки — у них строго территориальный сезон размножения; кроме того, в то время как пары спариваются молодняк предоставлен самому себе (Young & Rhymer 1998).

## Угрозы
По данным Всемирного Союза охраны природы (IUCN) вид классифицируется как вымирающий. Места обитания на болотистых берегах озера Алаутра, где исторически находилось наибольшее количество этих птиц, претерпели в середине 20-го века разрушения в больших масштабах, и местные популяции водных птиц здесь резко уменьшились (Young & Rhymer 1998).

## Охрана
Мнение, что сохранение этого вида долго тормозится им самим — полный абсурд, не вызывающий большого интереса. В связи с неброским оперением и территориальностью мест обитания, этот вид не очень популярен среди любителей птиц, хотя легко размножается в неволе, как большинство уток, если предоставляется достаточно места и хорошая среда обитания. Хотя существует программа разведения в неволе (EEP) этих птиц, вид не очень часто встречается в зоопарках, его можно чаще увидеть в Европе, в зоопарках Кёльна, Эдинбурга, Джерси и Цюриха, являющихся членами этой программы.

## Фотогалерея

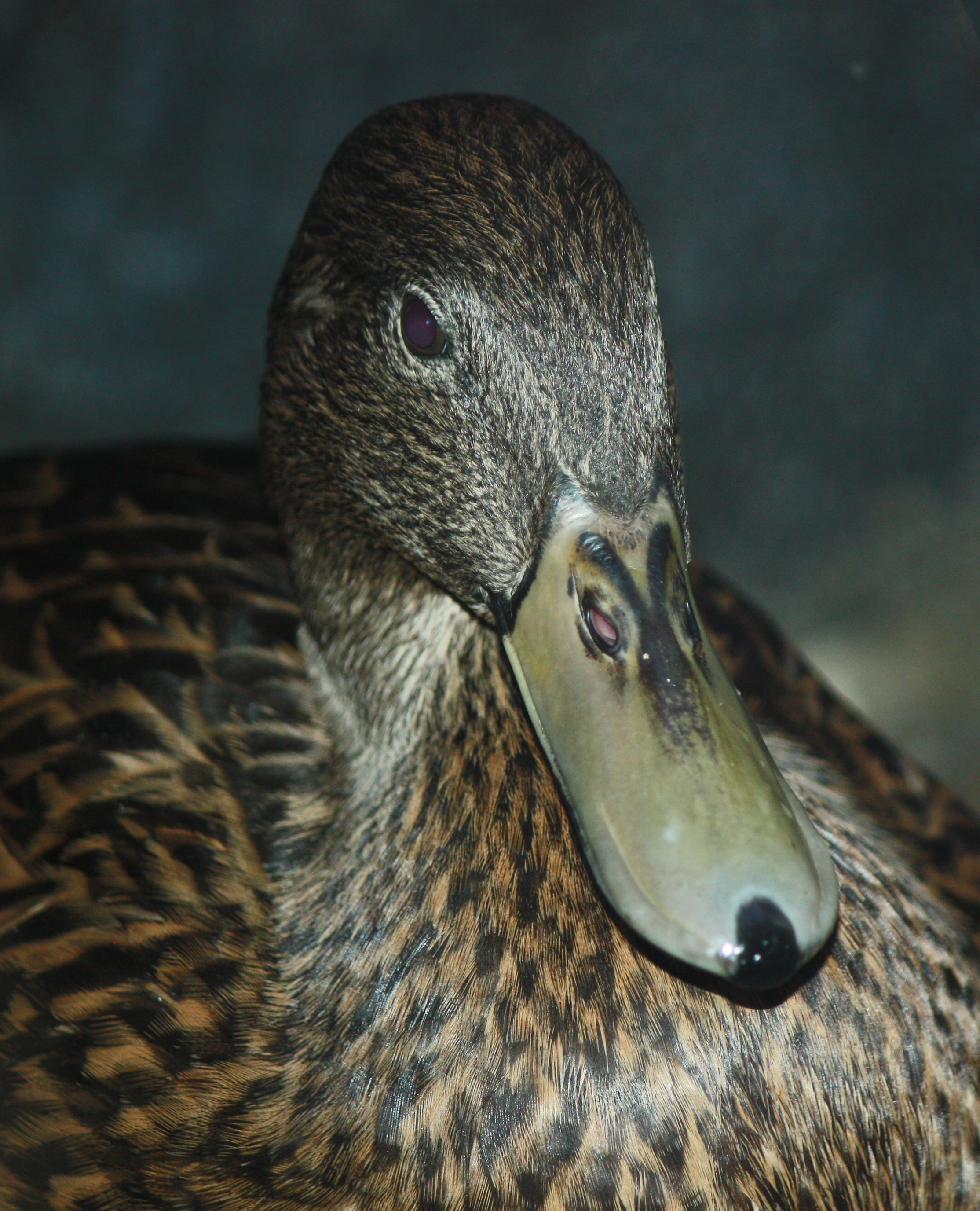
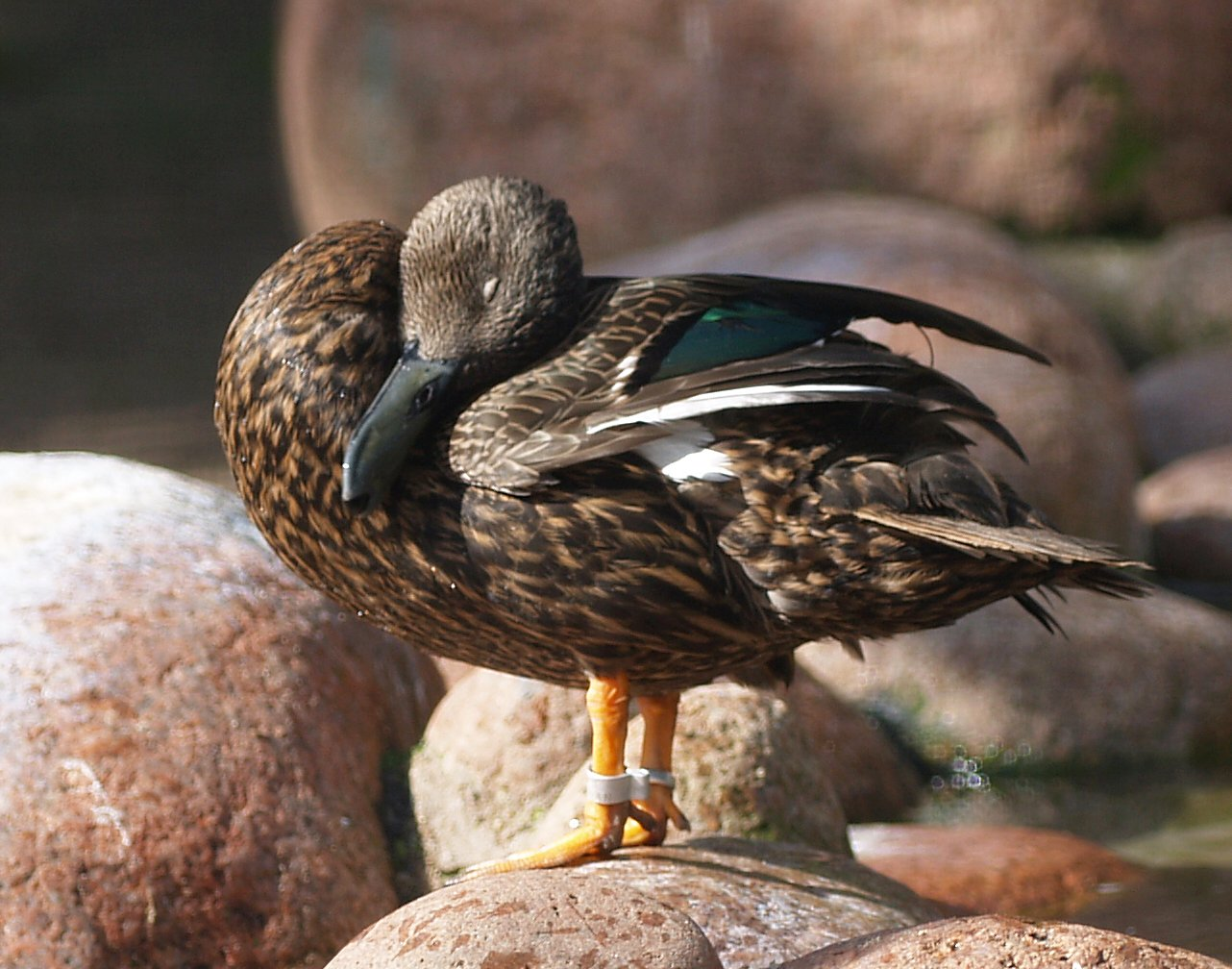
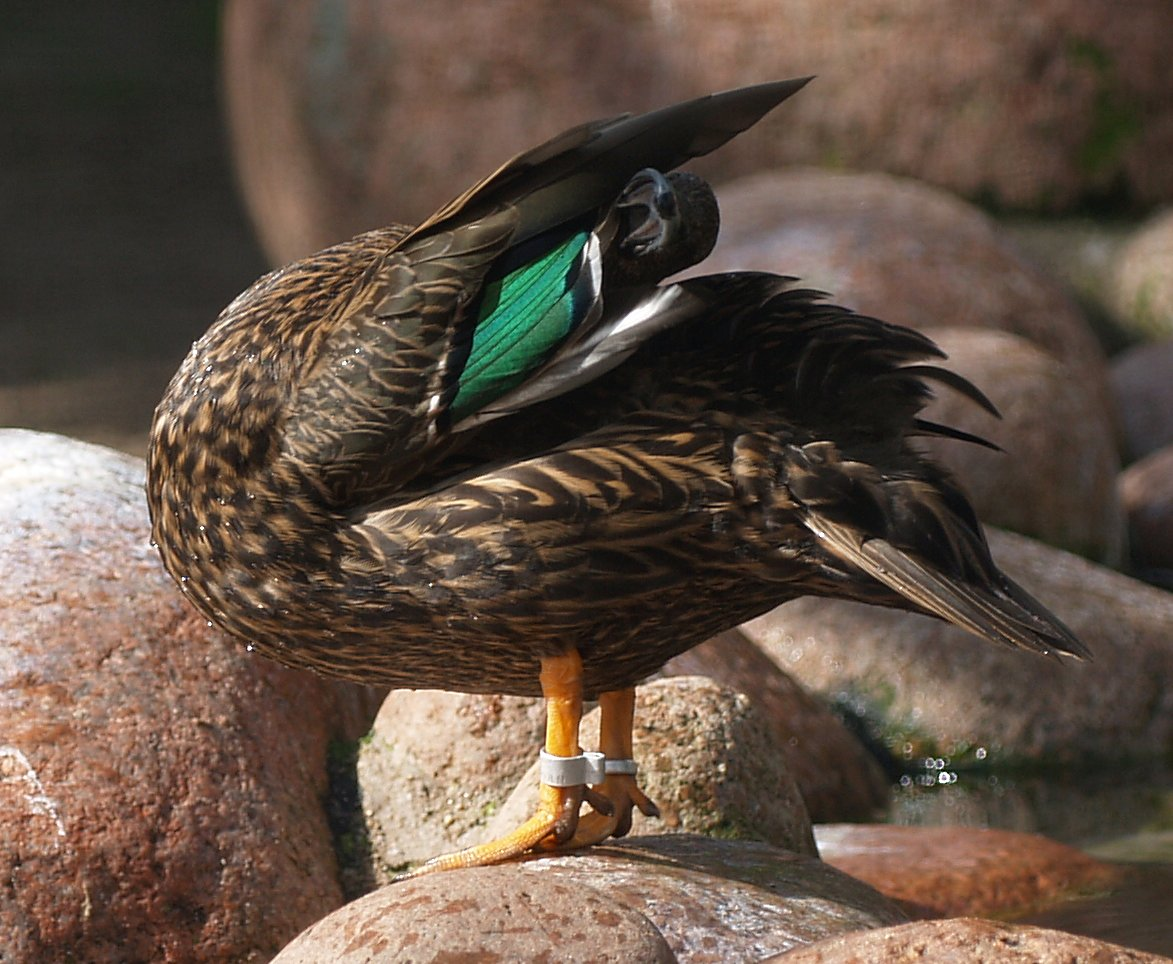

## Глобальные ссылки
- BirdLife Species Factsheet. Retrieved 2006-DEC-14.
- Photo at mangoverde.com. Retrieved 2006-DEC-14.